# Ariadna (imię)
Ariadna – imię żeńskie pochodzenia greckiego (Ἀριάδνη gr. ari – "naj", adne – "czysta, święta, szlachetna"). Patronką tego imienia jest św. Ariadna z Frygii (zm. 130).
Ariadna imieniny obchodzi 18 września.
Znane osoby o tym imieniu:
- Ariadna – cesarzowa bizantyjska, córka Leona I, żona Zenona
- Ariane Friedrich – niemiecka lekkoatletka
- Arianna Follis – włoska narciarka klasyczna
- Ariadna Gierek-Łapińska – profesor okulistyki
- Ariana Grande – amerykańska aktorka, modelka i piosenkarka
- Ariane Mnouchkine – francuska reżyser teatralna

Inne postacie:
- Ariadna – córka Minosa
- Ariana Dumbledore – postać fikcyjna występująca w Harrym Potterze i Insygniach śmierci
- Ariadna Oliver – postać fikcyjna stworzona przez Agatę Christie

Zobacz też:
- Ariana (imię)